# Fort Bedmar

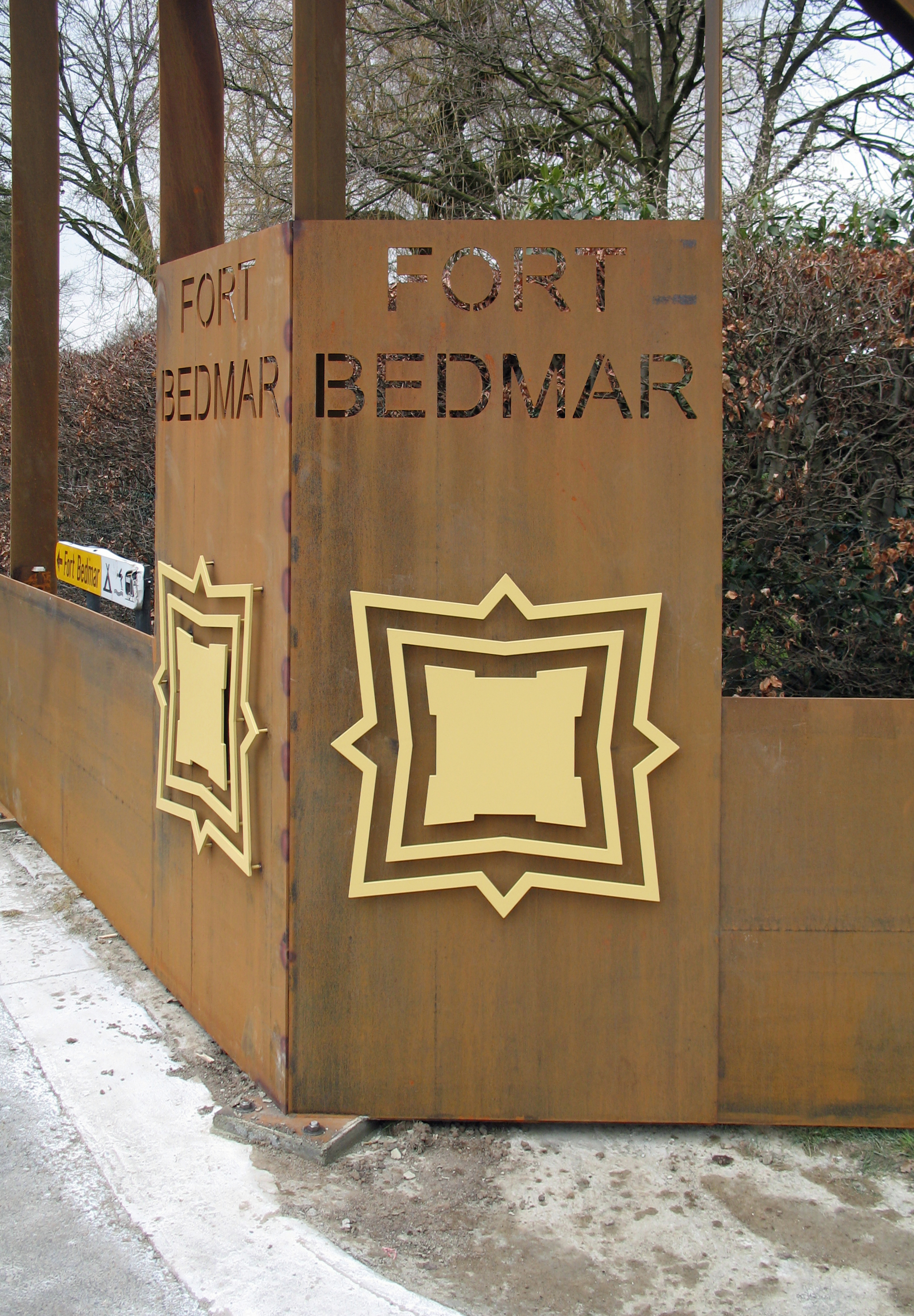
De Klinge: herdenkingsplaat voor het Fort Bedmar

Fort Bedmar is een fort dat deel uitmaakt van de Bedmarlinie, onderdeel van de Staats-Spaanse Linies. Het is gelegen op enkele kilometers ten noordoosten van De Klinge, nabij buurtschap Spaans Kwartier.
In het kader van de Tachtigjarige Oorlog werd in 1596 door het Leger van Vlaanderen het Fort De Klinge gebouwd. De bouw hield verband met de opmars van Parma die in 1585 Antwerpen had veroverd en nu ten strijde trok om ook Hulst te heroveren. De Staatsen hadden de polders om Hulst geïnundeerd.
De Spanjaarden rukten in 1596 met 35.000 manschappen op vanuit Fort De Klinge en Fort Spinola. Onder leiding van Albertus van Oostenrijk werd Hulst op 15 augustus 1596 ingenomen, waarna de Spanjaarden de stad versterkten, daar de Staatse dreiging eerder toe- dan afnam. In 1645 viel Hulst in Staatse handen en drie jaar later werd de Vrede van Münster getekend. In 1664 werd de Staatsgrens definitief vastgesteld.
Tijdens de Spaanse Successieoorlog, die begon in 1701, waren er opnieuw vijandelijkheden. Fort De Klinge, aan de grens gelegen, werd uitgebreid onder leiding van Isidro de la Cueva y Benavides, markies van Bedmar. Het werd een onderdeel van de Bedmarlinie en de naam van Fort De Klinge veranderde in Fort Bedmar. Nu was het een stervormig fort met een oppervlakte van 16 ha. Het heeft echter nauwelijks dienst gedaan, want in 1713 werd de vrede getekend.